# Oxtjärnen (Hammerdals socken, Jämtland, 706178-148728)
Oxtjärnen är en sjö i Strömsunds kommun i Jämtland och ingår i Indalsälvens huvudavrinningsområde.